# روبرتو برودسكي
روبرتو برودسكي (بالإسبانية: Roberto Brodsky) (1957، سانتياغو في تشيلي)؛ كاتب سيناريو وروائي تشيلي.

## روابط خارجية
- روبرتو برودسكي على موقع IMDb (الإنجليزية)
- روبرتو برودسكي على موقع ألو سيني (الفرنسية)
- روبرتو برودسكي على موقع أول موفي (الإنجليزية)
- روبرتو برودسكي على موقع قاعدة بيانات الفيلم (الإنجليزية)
- روبرتو برودسكي على موقع كينوبويسك (الروسية)